# ابن يعيش النحوي
ابن يعيش النحوي المعروف بـ ابن الصائغ هو أبو البقاء يعيش بن علي بن يعيش بن أبي السرايا، موفق الدين الأسدي، من كبار العلماء بالعربية.
ولد عام 553 هـ (1159 م) في حلب، وتوفي فيها عام 643 هـ (1246 م).

## رحلته في طلب العلم
كان ابن يعيش فاضلاً ماهراً في النحو والتصريف. رحل في صدر عمره من حلب إلى بغداد ليدرك أبا البركات عبد الرحمن المعروف بابن الأنباري. فلما وصل إلى الموصل بلغه خبر وفاة ابن الأنباري، فأقام بالموصل، وسمع من أبي الفضل الطوسي.
وكان حسن التفهيم، لطيف الكلام، طويل الروح على المبتدئ والمنتهي من الطلاب، لطيف الشمائل، مع سكينة ووقار، له نوادر كثيرة.
رجع إلى حلب وكأن ما استقاه من العلم لم يملأ نفسه ويشبع نهمه، ولم يكن كافياً لمنصب التعليم والإقراء الذي كان يطمح إليه، فيمم شطر دمشق يأخذ عن أعلامها ويستزيد من ينابيعها، وهناك لقي أبا اليمن الكندي تاج الدين، زيد بن الحسين وسأله عن موضوعات في العربية فأبدى الشيخ إعجابه بعلم ابن يعيش وفطنته وكتب له رقعة يمدح فيها تقدمه في علم العربية والفن الأدبي.

## تعليمه للعلم ومجالسه العلمية
ثم رجع ابن يعيش إلى مدينة حلب، وتصدر للتعليم والإقراء في علوم العربية والأدب، فأصبح شيخ الجماعة في تلك المدينة وموئل الطلاب والعلماء والفقهاء، وقد كثرت مجالس ابن يعيش في حلب، فكان منها مجلس في جامعها بالمقصورة الشمالية يُقرئ فيها بعد العصر.

## كتبه
من أهم كتبه كتاب شرح المفصل وهو كتاب في النحو، يشرح كتاب المفصل في صنعة الإعراب للزمخشري، الذي يعد عملاً رائداً في مجال التأليف النحوي، حيث عمد مؤلفه (الزمخشري) إلى تقسيم المادة النحوية فيه إلى أربعة أقسام: الأول في الأسماء، والثاني في الأفعال، والثالث في الحروف، والرابع في المشترك بينها. ويمتاز بأنه يورد أمثلة كثيرة من القرآن والحديث وشعر البلغاء ونثرهم.
أما شرح المفصّل لابن يعيش، فيعد موسوعة في علم النحو لا يستغني عنها باحث، وقد حاول ابن يعيش أن يكشف ما غمض من عبارة، وأن يبسط القول فيما أوجز المؤلف، وأن يضيف كثيراً من الشواهد التي لم ترد في الأصل، بجانب تحقيق ما ورد فيه من شواهد. ففي هذا الشرح عدد ضخم من الشواهد الشعرية قلما اجتمعت في كتاب آخر من مطولات النحو (فيه ما يقرب من 1400 شاهد)، وقد أثبت الشارح أبياتاً من رواية سيبويه عن العرب، وليست في النسخة المطبوعة. قال ابن يعيش في مقدمته:
فكان شرح المفصل من أهم المراجع في المكتبة العربية.